# دراهووش
دراهووش (به چکی: Drahouš) یک منطقهٔ مسکونی در جمهوری چک است که در ناحیه راکوونیک واقع شده‌است.